# Выборы губернатора Ханты-Мансийского автономного округа (1996)
Первые выборы губернатора Ханты-Мансийского автономного округа состоялись в Ханты-Мансийском автономном округе 27 октября 1996 года в период выборов глав регионов. Победу во всех городах и районах региона одержал действующий глава администрации Ханты-Мансийского автономного округа Александр Филипенко, который набрал 71,49 % голосов избирателей. Второе место занял заместитель главы администрации ХМАО Геннадий Корепанов, набрав 11,18 % голосов.

## Проведение
18 декабря 1991 года указом президента РСФСР Бориса Ельцина первым главой администрации Ханты-Мансийского автономного округа был назначен Александр Васильевич Филипенко, занимавший должность председателя Ханты-Мансийского окрисполкома.
На основании постановления указа президента России «О выборах глав исполнительной власти Тюменской области, Ханты-Мансийского и Ямало-Ненецкого автономных округов» от 13 сентября 1996 года дата губернаторских выборов была назначена на октябрь 1996 года. На должность губернатора Ханты-Мансийского автономного округа было выдвинуто и зарегистрировано 2 кандидата — действующий глава региона Александр Филипенко и его заместитель по социальным вопросам Геннадий Корепанов. Избирательная кампания по выборам губернатора ХМАО носила спокойный характер — обоим кандидатам предоставлялась возможность вести агитацию на каналах государственных региональных и муниципальных телерадиокомпаний, на страницах печатных изданий, окружная Избирательная комиссия оплачивала кандидатам все поездки по региону.
Явка избирателей Ханты-Мансийского автономного округа на выборах 1996 года была выше 47 %. Наибольшая активность была отмечена в Когалыме, где проголосовало 77,44 % избирателей. Наиболее высокая поддержка у Александра Филипенко была в Ханты-Мансийске, где он получил 91,2 % голосов; меньше всего за Филипенко проголосовало в городе Покачи (54,4 %).

## Кандидаты
| Кандидат                       | Деятельность/должность (на момент выдвижения)                                               | Субъект выдвижения       | Статус          |
| ------------------------------ | ------------------------------------------------------------------------------------------- | ------------------------ | --------------- |
| Геннадий Семёнович Корепанов   | заместитель главы администрации Ханты-Мансийского автономного округа по социальным вопросам | выдвинут группой граждан | зарегистрирован |
| Александр Васильевич Филипенко | действующий глава администрации Ханты-Мансийского автономного округа                        | выдвинут группой граждан | зарегистрирован |

## Результаты
| Место                       | Место                       | Кандидат                    | Голосов | %        |
| --------------------------- | --------------------------- | --------------------------- | ------- | -------- |
|                             | 1.                          | Александр Филипенко         | 277 364 | 71,49 %  |
|                             | 2.                          | Геннадий Корепанов          | 43 357  | 11,18 %  |
| Против всех                 | Против всех                 | Против всех                 | 57 502  | 14,82 %  |
| Действительных бюллетеней   | Действительных бюллетеней   | Действительных бюллетеней   | 378 223 | 97,49 %  |
| Недействительных бюллетеней | Недействительных бюллетеней | Недействительных бюллетеней | 9736    | 2,51 %   |
| Явка                        | Явка                        | Явка                        | 387 959 | 100,00 % |
| Общее число избирателей     | Общее число избирателей     | Общее число избирателей     | 824 343 |          |